# Anse Boileau
Anse Boileau é um Distrito das Seicheles localizado na região oeste da Ilha de Mahé, tem 12.02 km²  de área.
Em 2021 a população de Anse Boileau foi estimada em 4,159 habitantes, segundo o censo de 2010 a população é de 4,011 habitantes sendo 1,979 homens e 2,032 mulheres.